# Pustelnik II (stacja kolejowa)
Pustelnik II – stacja kolejowa na nieistniejącej już linii Mareckiej Kolei Dojazdowej.